# Ryda distrikt
Ryda distrikt är ett distrikt i Vara kommun och Västra Götalands län. 
Distriktet ligger väster om Vara. 

## Tidigare administrativ tillhörighet
Distriktet inrättades 2016 och utgörs av en del av området som Vara köping omfattade till 1971, delen som före 1967 utgjorde socknen Ryda.
Området motsvarar den omfattning Ryda församling hade vid årsskiftet 1999/2000.